# Ruta 2 (Costa Rica)
La Carretera Interamericana Sur, enumerada como Ruta Nacional Primaria 2 o simplemente Ruta 2, es una ruta nacional de Costa Rica ubicada en las provincias de San José, Cartago y Puntarenas.

## Descripción
En la provincia de San José, la ruta atraviesa el cantón de San José (los distritos de Hospital, Catedral), el cantón de Montes de Oca (el distrito de San Pedro), el cantón de Dota (el distrito de Copey de Dota), el cantón de Curridabat (los distritos de Curridabat, Sánchez), el cantón de Pérez Zeledón (los distritos de San Isidro de El General, Daniel Flores, Rivas, San Pedro, Cajón, Páramo).
En la provincia de Cartago, la ruta atraviesa el cantón de Cartago (los distritos de San Nicolás, Agua Caliente, Guadalupe, Dulce Nombre), el cantón de Paraíso (el distrito de Orosi), el cantón de La Unión (los distritos de Tres Ríos, San Diego, San Juan, San Rafael), el cantón de El Guarco (los distritos de El Tejar, San Isidro).
En la provincia de Puntarenas, la ruta atraviesa el cantón de Buenos Aires (los distritos de Buenos Aires, Volcán, Potrero Grande, Boruca, Brunka), el cantón de Osa (los distritos de Palmar, Piedras Blancas), el cantón de Golfito (el distrito de Guaycará), el cantón de Corredores (los distritos de Corredor, Canoas).

## Peajes
La Ruta 2 cuenta con un único peaje sentido San José-Cartago a la altura del distrito San Diego de La Unión en Cartago, frente al centro comercial Terramall.

## Autopista Florencio del Castillo
La Autopista Florencio del Castillo es una segmento de la Ruta 2 en grado de autopista que conecta San José, la actual capital de Costa Rica, con la primera capital del país en la época de la colonia, Cartago. Se extiende desde el cantón josefino de Curridabat (desde sus diferentes entradas a la autopista, por La Galera, el centro de Curridabat o el cruce de Hacienda Vieja) hasta llegar a La Lima en Cartago donde bifurca al este hacia la ciudad de Cartago y al sur hacia la Carretera Interamericana Sur, pasando por el cantón cartaginés de El Guarco. Esta pista lleva su nombre en honor al clérigo y político costarricense Florencio del Castillo. La primera etapa (Curridabat-entrada a Tres Ríos) fue construida entre 1975 y 1977. La segunda etapa (entrada a Tres Rios-intersección de La Lima y radial Cartago-La Lima) fue construida entre 1979 y 1987.

### Recorrido
- San José: La Autopista tiene varias entradas desde la provincia de San José. Todas estas entradas se dan en el cantón de Curridabat, el cual limita con la provincia de Cartago. Una de estas entradas se da en el distrito de Sánchez y es conocida como la entrada de La Galera (en referencia a una gasolinera que está en el punto donde se puede tomar la autopista; La Galera también era el nombre de un salón de bailes que se ubicaba donde hoy en día se encuentra la gasolinera y por ello es punto de referencia entre los costarricenses). Quienes vienen desde la radial San Pedro de Montes de Oca - Curridabat (Ruta 2) se entroncan con esta salida. En la entrada de La Galera se puede escoger dos opciones: entrar a la autopista Florencio del Castillo o entrar a Calle Vieja (Ruta 251), que era la carretera antigua para llegar a la ciudad de Cartago, pasando por el centro de Tres Ríos, del cantón cartaginés de La Unión.
  - La segunda entrada a la autopista se toma por quienes vienen desde la radial Zapote - Curridabat (Ruta 215). Esta radial se conecta con el centro de Curridabat a la altura de la Municipalidad de Curridabat y termina entrando a la Autopista Florencio del Castillo.
  - La tercera entrada es tomada por quienes vienen del centro de Curridabat a la altura de la escuela Juan Santamaría y entran a la autopista por el sector de Hacienda Vieja (Ruta 252). Esta entrada en el sector de Hacienda Vieja también puede ser tomada por aquellos que vienen desde San Francisco de Dos Ríos y Desamparados, pasando por La Colina y Tirrases en Curridabat hasta llegar al cruce de Hacienda Vieja y entrar a la autopista.
- Cartago: La autopista se interna completamente en cuatro distritos del cantón de La Unión en Cartago: San Juan, San Diego, Tres Ríos y San Rafael. La misma pasa por distintos puntos de interés costarricenses antes de llegar al centro de la ciudad cartaginesa como lo son el Terramall y los cerros de Ochomogo y La Carpintera. Luego de atravesar los cerros anteriormente mencionados la autopista baja por el sector de San Nicolás (conocido como Taras) al cantón central de Cartago entrando al Valle del Guarco (también conocido como Valle Oriental). La autopista continúa hasta encontrarse con una bifurcación en el sector de La Lima donde se proyecta hacia el este para terminar en el centro de Cartago (Ruta 10) y hacia el sur para continuar por Tejar del Guarco y seguir la Carretera Interamericana Sur (o Ruta 2) hacia el sur del país. En este intercambio de rutas la autopista pasa de llamarse Florencio del Castillo a Carretera Interamericana Sur.